# Lyambiko
Lyambiko (Greiz, 1978 –) német dzsesszénekesnő.

## Pályafutása
Sandy Müller Tanzániából származik. Lyambiko néven lép fel. Ez az apja családi neve. Néhai édesanyja Kelet-Németországból származik. Lyambiko már ott született és Greiz városában nőtt fel. Lyambiko apja ott Németországban tanult mérnöknek.
Amikor Kelet-Németországban Lyambiko titokban nyugati rádióállomásokat hallgatott. Feldolgozásokat készített többek között Tracy Chapman, Eric Clapton és Janis Joplin dalaiból. Nem sokkal a berlini fal leomlása után Berlinbe ment.
Ott fedezte fel magának Nina Simone-t és Billie Holiday-t. Felvette afro-centrikus művésznevét. Nina Simone méltó utódjának tartják. A „Saffronia” című albuma közvetlen utalás Nina Simone-ra. Lyambiko énekli az 1930-as, -40-es és -50-es évek német zeneszerzői által írt dzsessz-sztenderdeket, köztük Kurt Weill, Werner R. Heymann, Lothar Brühne és mások dalait is.
„Lyambiko az az afro-német, aki tökéletesen és árnyaltan énekel angolul.”

A Lyambiko band volt és jelenlegi tagjai:
- Marque Lowenthal (zongora)
- Robin Draganic (basszusgitár)
- Torsten Zwingenberger (dobok)
- Heinrich Köbberling (dobok)
- Stephan König (zongora)
- Thomas Brendgens-Mönkemeyer (gitár)
- Lyambiko (ének)

## Albumok
- Out of This Mood (2002)
- Shades of Delight (2003)
- Lyambiko (2005)
- Love... And Then (2006)
- Inner Sense (2007)
- Saffronia (2008)
- Something Like Reality (2010)
- Lyambiko Sings Gershwin (2012)
- Muse (2015)
- Love Letters (2017)
- My Favorite Christmas Songs (2018)
- Berlin − New York (2019)

## Díjak
- Echo-díj (jelölés)
- Három egymást követő évben German Jazz-díjat nyert, és a 2005-ös, 2007-es Inner Sense díjat is.